# IOS 11
iOS 11是蘋果公司於行動作業系統開發的第十一個版本，于2017年6月5日召开的WWDC2017首日公布，是iOS 10的后继版本。正式版於2017年9月20日推出。
iOS 11 新增許多功能，iPad交互變化更是相當大。如通知中心與鎖定畫面合二為一，使得通知可以直接在鎖定畫面中顯示，並且可以上滑或下滑來顯示或隱藏內容。iMessage可以轉帳。Live Photo 亦有多種特效。控制中心，從iOS 10的多頁式面板合併為單頁，搭配3D Touch可使用更多功能，例如開關行動數據、省電模式，使用者更可自訂選單內容。地圖亦加入室內地圖與室內導航。Siri聲音更人性化且可以翻譯（目前只可以將英語翻譯為中文、法文、德文、意大利文及西班牙文）。皆為64位元版本，32位元以下的蘋果裝置無法升級。本代系統也因為漏洞相當多而備受批評。

## 历史

### iOS 11.0
- 2017年6月5日，在苹果公司的WWDC 2017上首次公布，并在当日提供开发者测试版供注册开发者下载。

- 2017年6月24日，發布了開發者測試版 iOS 11 Developer Beta 2。

- 2017年6月26日，發布了公開測試版 iOS 11 Public Beta 1。

- 2017年7月10日，發布了開發者測試版 iOS 11 Developer Beta 3。

- 2017年7月12日，發佈了公開測試版 iOS 11 Public Beta 2。

- 2017年7月24日，發布了開發者測試版 iOS 11 Developer Beta 4。

- 2017年7月25日，發佈了公開測試版 iOS 11 Public Beta 3。

- 2017年8月7日，發布了開發者測試版 iOS 11 Developer Beta 5。

- 2017年8月8日，發布了公開測試版 iOS 11 Public Beta 4。

- 2017年8月14日，發布了開發者測試版 iOS 11 Developer Beta 6。

- 2017年8月15日，發布了公開測試版 iOS 11 Public beta 5。

- 2017年8月22日，發布了開發者測試版 iOS 11 Developer Beta 7。

- 2017年8月23日，發布了公開測試版 iOS 11 Public Beta 6。

- 2017年8月28日，發布了開發者測試版 iOS 11 Developer Beta 8。

- 2017年8月28日，發布了公開測試版 iOS 11 Public Beta 7。

- 2017年8月31日，發布了開發者測試版 iOS 11 Developer Beta 9。

- 2017年9月7日，發佈了開發者測試版 iOS 11 Developer Beta 10。

- 2017年9月7日，發佈了公開測試版 iOS 11 Public Beta 9。

- 2017年9月13日，發布了iOS 11 Golden Master (GM) 版本。

- 2017年9月20日，香港時间凌晨01:00起，全球正式開放下載安裝 iOS 11。

- 2017年9月27日，發佈了正式版的 iOS 11.0.1。

- 2017年10月3日，發布了正式版的 iOS 11.0.2。

- 2017年10月12日，發布了正式版的 iOS 11.0.3。

### iOS 11.1
- 2017年9月28日，發布了開發者測試版 iOS 11.1 Developer Beta 1。

- 2017年10月10日，發布了開發者測試版 iOS 11.1 Developer Beta 2。

- 2017年10月17日，發布了開發者測試版 iOS 11.1 Developer Beta 3。

- 2017年10月21日，發布了開發者測試版 iOS 11.1 Developer Beta 4。

- 2017年10月24日，發布了開發者測試版 iOS 11.1 Developer Beta 5。

- 2017年11月1日，發布了正式版的 iOS 11.1。

- 2017年11月10日，發布了正式版的 iOS 11.1.1。

- 2017年11月18日，發布了正式版的 iOS 11.1.2。

### iOS 11.2
- 2017年10月31日，發布了開發者測試版 iOS 11.2 Developer Beta 1。

- 2017年11月3日，發布了開發者測試版 iOS 11.2 Developer Beta 2。(只限iPhone X用戶)

- 2017年11月14日，發布了開發者測試版 iOS 11.2 Developer Beta 3。

- 2017年11月18日，發布了開發者測試版 iOS 11.2 Developer Beta 4。

- 2017年11月28日，發布了開發者測試版 iOS 11.2 Developer Beta 5。

- 2017年12月2日，發布了開發者測試版 iOS 11.2 Developer Beta 6。

- 2017年12月2日，發布了正式版的 iOS 11.2，此次提前發布是因爲大規模iPhone出現崩潰問題。

- 2017年12月14日，發布了正式版的 iOS 11.2.1。

- 2017年12月14日，發布了開發者測試版 iOS 11.2.5 Developer Beta 1，罕有地跳過了 iOS 11.2.2, 11.2.3, 11.2.4。此版本對效能進行優化及修復bug，但續航仍未見改善。

- 2017年12月20日，發布了開發者測試版 iOS 11.2.5 Developer Beta 2。

- 2018年1月4日，發布了開發者測試版 iOS 11.2.5 Developer Beta 3。

- 2018年1月9日，發布了正式版的 iOS 11.2.2。

- 2018年1月10日，發布了開發者測試版 iOS 11.2.5 Developer Beta 4。

- 2018年1月12日，發布了開發者測試版 iOS 11.2.5 Developer Beta 5。

- 2018年1月18日，發布了開發者測試版 iOS 11.2.5 Developer Beta 6。

- 2018年1月20日，發布了開發者測試版 iOS 11.2.5 Developer Beta 7。

- 2018年1月24日，發布了正式版的 iOS 11.2.5

- 2018年2月19日，發布了正式版的 iOS 11.2.6。

### iOS 11.3
- 2018年1月26日，發佈了開發者測試版的 iOS 11.3 beta 1。

- 2018年2月6日，發佈了開發者測試版的 iOS 11.3 beta 2。

- 2018年2月21日，發佈了開發者測試版的 iOS 11.3 beta 3。

- 2018年3月6日，發佈了開發者測試版的 iOS 11.3 beta 4。

- 2018年3月13日，發佈了開發者測試版的 iOS 11.3 beta 5。

- 2018年3月17日，發佈了開發者測試版的 iOS 11.3 beta 6。

- 2018年3月30日，發布了正式版的 iOS 11.3。

- 2018年4月25日，發佈了正式版的 iOS 11.3.1。

### iOS 11.4
- 2018年4月2日，發佈了開發者測試版的 iOS 11.4 beta 1。

- 2018年4月17日，發佈了開發者測試版的 iOS 11.4 beta 2。

- 2018年5月2日，發佈了開發者測試版的 iOS 11.4 beta 3。

- 2018年5月8日，發佈了開發者測試版的 iOS 11.4 beta 4。

- 2018年5月15日，發佈了開發者測試版的 iOS 11.4 beta 5，此版本修復了在控制中心調整音量時音量圖示動畫不會隨著更新的問題。

- 2018年5月18日，發佈了開發者測試版的 iOS 11.4 beta 6。

- 2018年5月30日，發布了正式版的 iOS 11.4(15F79)。

- 2018年5月31日，發佈了開發者測試版的 iOS 11.4.1 beta 1。

- 2018年6月12日，發佈了開發者測試版的 iOS 11.4.1 beta 2。

- 2018年6月19日，發佈了開發者測試版的 iOS 11.4.1 beta 3。

- 2018年6月26日，發佈了開發者測試版的 iOS 11.4.1 beta 4。

- 2018年7月3日，發佈了開發者測試版的 iOS 11.4.1 beta 5。

- 2018年7月10日，發布了正式版的 iOS 11.4.1(15G77)。

## 新功能及改進

### iOS 11.0
帶來大量新功能，包括新的多功能頁面，重新設計的控制中心，開啟 Apps 的動畫，部分字體加粗，新的解鎖動畫等。
詳細新增及修復內容如下：
1. iOS 11在使用者介面的狀態欄做出了更新，行動網路的信號強度將iOS 7至iOS 10的圓點改為階梯式。
2. App Store 在 iOS 11 經過了重新設計。
3. App Store 中的「Today」標籤頁包含背後故事、操作指南和更多內容。
4. App Store 中的「遊戲」標籤頁可搜尋新遊戲和查看遊戲排行榜上的熱門遊戲。
5. App Store 中，App 專屬的標籤頁包含熱門精選、不同類型的 App 排行榜和 App 類別。
6. App Store 中，App 頁面包含更多預覽影片、編輯精選標記、位置更顯目的使用者評論和關於 App 內購買的資訊。
7. 新的 Siri 聲音變得更自然生動。
8. 可以將英文字詞翻譯成簡體中文、法文、德文、義大利文或西班牙文（beta版）。
9. Siri 可以根據您在 Safari、News、「郵件」和「訊息」中的使用方式提出建議。
10. Siri 可與其他備忘錄 App 搭配使用來製作待辦事項、備忘錄和提醒事項。
11. Siri 可與銀行 App 搭配使用來轉帳和顯示餘額。
12. Siri 可與其他 App 搭配使用來顯示行動條碼。
13. Siri 現在支援印地文和上海話聽寫。
14. 人像模式現支援光學影像功能、HDR 和 True Tone 閃光燈。
15. 新的 HEIF 和 HEVC 影像和影片格式可將檔案尺寸縮減到一半。
16. 重新設計的九種濾鏡效果經過最佳化，可顯示自然膚色。
17. 現在用「相機」對準行動條碼即可自動掃描並識別。
18. 在　Live Photo 效果中新增「循環播放」、「來回播放」和「長時間曝光」。
19. 可將 Live Photo 設為靜音、裁剪並選擇新的主要照片。
20. 「回憶」影片會自動根據內容以直向或橫向顯示。
21. 「照片」App 新增十幾種回憶類別，包含寵物、寶寶、婚禮和運動賽事等。
22. 「人物」相簿功能變得更準確，透過「iCloud 照片圖庫」可讓所有裝置都保持在最新版本。
23. 「照片」App 支援 GIF 動畫。
24. 「地圖」App 現在可以提供主要機場和購物中心的室內地圖。
25. 「地圖」App 的轉向導航路線包含車道指引和速限資訊。
26. 在「地圖」App 點兩下並滑動來單手縮放地圖。
27. 在「地圖」App 中移動裝置來進行 Flyover[6] 互動。
28. 「勿擾模式」中新增「開車勿擾模式」的選項，可在開車時自動將通知靜音，保持 iPhone 靜音並關閉顯示器。
29. 在「開車勿擾模式」中，可選擇透過 iMessage 的自動回覆，提示所選聯絡人你正在開車。
30. 全新 Dock 欄可快速打開喜愛和最近使用的 App，還可在執行中的 App 上方顯示。(iPad特有功能)
31. Dock 欄可加入所有喜愛的 App，並會自動調整大小方便使用。(iPad特有功能)
32. Dock 欄中最近使用和接續互通的 App 會在右側顯示。(iPad特有功能)
33. 可在iPad上使用增強的 Slide Over 和 Split View 功能[7]。(iPad特有功能)
34. 從 Dock 欄可以輕鬆開啟 App 的 Slide Over 和 Split View 顯示方式。(iPad特有功能)
35. Slide Over 和背景 App 現在可以同時執行。(iPad特有功能)
36. Slide Over 和 Split View 中的 App 現可顯示在螢幕左側。(iPad特有功能)
37. 可使用拖移在不同 App 間搬移文字、影像和檔案。(iPad特有功能)
38. 可使用 Multi-Touch 同時搬移多個項目。
39. 可使用自動開合功能在不同 App 間搬移內容。(iPad特有功能)
40. 可在文件、PDF、網頁、照片等地方加入「標示」。
41. 不管在哪裡，只要將 Apple Pencil 放在想要做記號的地方，就可以立即標示。(iPad特有功能)
42. 製作 PDF 後可在所有可以被列印出來的畫面上標示。
43. 用 Apple Pencil 點一下鎖定畫面來立即製作新的備忘錄。(iPad特有功能)
44. 將 Apple Pencil 放在備忘錄內文來使用內文塗鴉。(iPad特有功能)
45. 可在「備忘錄」App 中搜尋手寫文字。
46. 「備忘錄」App 中的文件掃描器會自動修正傾斜問題並使用影像濾鏡來移除陰影。
47. 「備忘錄」App 現在支援加入表格來整理和顯示資訊。
48. 可將重要備忘錄釘選在列表最上方。
49. 全新「檔案」App 可瀏覽、搜尋和整理檔案。
50. 「檔案」App 可與 iCloud Drive 和第三方雲端檔案供應商搭配使用。
51. 「檔案」App 中的「最近項目」可快速取用所有 App 和雲端服務中最近使用的檔案。
52. 可在「檔案」App 中製作檔案夾並依照名稱、日期、大小和標記。
53. 向下滑過字母按鍵來在 iPad 上輸入數字、符號和標點符號。
54. 支援 iPhone 單手鍵盤操作模式。
55. 新增亞美尼亞文、亞塞拜然文、白俄羅斯文、喬治亞文、愛爾蘭文、坎那達文、馬來亞拉姆文、毛利文、歐迪亞文、史瓦希里文和威爾斯文的鍵盤。
56. 支援在九宮格拼音鍵盤上輸入英文。
57. 支援在日文羅馬字鍵盤上輸入英文。
58. 新增 AirPlay 2 揚聲器、灑水器和水龍頭等配件類型。
59. 增加有人在場、時間和配件等條件的觸發器。
60. 支援行動條碼和點一下來配對配件的設定。
61. 透過擴增實境技術，App Store 中的 App 可以將互動式遊戲、身歷其境的購物體驗、工業設計的內容帶入現實世界的場景。
62. 透過核心機器學習技術，App Store 中的 App 可以運用裝置上經過處理，提供高執行效能和保護使用者隱私的機器學習資料，打造出更智慧的功能。
63. 經過重新設計的「控制中心」可在同一頁面上顯示所有控制項目。
64. 「控制中心」的自定控制項目包含輔助使用、引導使用模式、放大鏡、文字大小、螢幕錄製和 Wallet。
65. Apple Music 現可協助你與朋友一起發現好音樂。也可以製作個人檔案，讓朋友聆聽你分享的播放列表，並查看你最常聽的音樂。
66. Podcast 採用全新設計。使用「立即收聽」輕鬆播放最新單集，或從上次中斷的地方繼續收聽。節目現在還可以包含全季節目、預告片和附贈單集。
67. 「自動設定」可以使用您的 Apple ID 將您登入 iCloud、「鑰匙圈」、iTunes、App Store、iMessage 和 FaceTime。
68. 「自動設定」回復的裝置設定包含：語言、區域、網路、鍵盤偏好設定、您常去的位置、您如何與 Siri 對話，還有家庭和健康資料。
69. 分享 Wi-Fi 網路取用權限變得更輕鬆了。
70. 新增儲存空間最佳化通知，可在「設定」中釋放「照片」、「訊息」等 App 的空間。
71. 「SOS 緊急服務」會根據你的目前位置撥打緊急服務單位，並自動通知你的緊急聯絡人、分享你的位置和顯示醫療卡。
72. FaceTime 可以讓你從其他人的 Mac 或 iPhone 相機擷取 Live Photo。
73. 在 Spotlight 和 Safari 中快速查看航班狀態。
74. Safari 支援字詞定義、單位換算和數學計算。
75. 新增俄英雙語詞典。
76. 新增葡英雙語辭典。
77. 阿拉伯文系統字體支援。
78. 支援影像的 VoiceOver 描述。
79. 支援 PDF 中的 VoiceOver 表格 和列表描述。
80. 「輸入來和 Siri 對話」可支援基本搜尋功能。
81. 支援影片的語音和點字字幕。
82. 「動態字級」功能可將文字和 App 介面放到更大。
83. 重新設計的「反相顏色」讓你更容易檢視媒體內容。
84. 改進「朗讀所選範圍」和「朗讀螢幕」中的「反白顏色」。
85. 「切換控制」輸入可以一次掃描並輸入整個字詞。

### iOS 11.0.1
主要修復漏洞。

### iOS 11.0.2
1. 修正小部分 iPhone 8 及 iPhone 8 Plus 裝置通話時可能發出劈啪聲雜音的問題。
2. 解決部分相片無法顯示的問題。
3. 修正受 S/MIME 加密的電郵附件無法打開的問題。

### iOS 11.0.3
1. 修正部分 iPhone 7 和 iPhone 7 Plus 裝置上音訊和觸覺回報無法正常運作的問題。
2. 解決部分 iPhone 6s 顯示器因為維修時使用了非原廠 Apple 零件，導致觸控輸入無法回應的問題。

### iOS 11.1
iOS 11.1 推出超過 70 多個新的表情符號，並包含錯誤修正和改進內容。
詳細新增及修復內容如下：
1. 新增了 70 多個表情符號，包含新的食物種類、動物和神話生物、服飾選項、更多表情豐富的笑臉和中性角色等等。
2. 修正部分照片可能會模糊顯示的問題。
3. 修正從「iCloud 備份」回復時，「人物」相簿無法顯示部分照片的問題。
4. 修正在螢幕快照間滑動時可能會影響執行效能的問題。
5. 改進了二級輸入的點字法支援。
6. 修正了 VoiceOver 對多頁 PDF 的支援。
7. 改進了從「App 切換器」移除 App 時的 VoiceOver 轉輪動作選單。
8. 修正部分使用者在搭配「觸控輸入」使用 VoiceOver 時，替用按鍵無法顯示的問題。
9. 修正了 VoiceOver 轉輪在「郵件」中總是返回預設動作的問題。
10. 修正 VoiceOver 轉輪無法刪除訊息的問題。
11. 重新支援以 3D Touch 按下螢幕邊緣時，可顯示 App 切換器。
12. 修正 Apple Watch 上 App 圖像無法在通知中顯示的問題。
13. 解決「心率」通知設定在第一代 Apple Watch App 中顯示的問題。
14. 修正部分第三方 GPS 配件位置資料不準確的問題。
15. 修正了已清除的「郵件」通知重新顯示在鎖定畫面的問題。

### iOS 11.1.1
1. 修正有關鍵盤自動修正的問題。
2. 修正「嘿Siri」停止運作的問題。

### iOS 11.1.2
1. 修正 iPhone X 在溫度急速下降後暫時無法觸控的問題。
2. 修正 iPhone X 在拍攝 Live Photos 及影片時可能造成失真的問題。

### iOS 11.2
iOS 11.2 加入 Apple Pay Cash（只限美國），可使用 Apple Pay 來向親朋好友付款、請款和收款。此更新項目同時包含了錯誤修正和改進功能。 
詳細新增及修復內容如下：
1. 在「訊息」或透過 Siri 使用 Apple Pay 在親友間付款、請款與收款（只限美國）。
2. iPhone 8、iPhone 8 Plus 和 iPhone X 可通過兼容的第三方配件進行無線快速充電。
3. iPhone X 新增三張實況牆紙。
4. 提高攝影機的穩定性。
5. Podcast 支援自動播放同一個節目中的下一集。
6. HealthKit 支援高山滑雪運動距離為一種數據類型。
7. 修正可能導致「郵件」在下載完成後仍然顯示正在檢查新郵件的問題。
8. 修正可能導致 Exchange 帳户的「郵件」通知在清除後重新顯示的問題。
9. 提高「日曆」的穩定性。
10. 解決打開「設定」時可能顯示空白畫面的問題。
11. 修正可能無法從鎖定畫面滑動至「今日」顯示方式或「相機」的問題。
12. 解決鎖定畫面可能無法顯示「音樂」控制的問題。
13. 修正可能導致主畫面中的 App 圖像排列錯誤的問題。
14. 解決用户在 iCloud 儲存空間已滿時可能無法刪除最近的相片的問題。
15. 解決「尋找我的 iPhone」偶爾無法顯示地圖的問題。
16. 修正「訊息」中的鍵盤可能會遮擋最新訊息的問題。
17. 修正在中快速鍵入數字後可能導致計算結果錯誤的問題。
18. 解決鍵盤可能回應緩慢的問題。
19. 新增支援為聽障人士而設計的即時訊息(RTT) 電話。
20. 提高 VoiceOver 在「訊息」、「設定」、App Store 及「音樂」中的穩定性。
21. 解決 VoiceOver 無法朗讀所接收到之「通知」的問題。

### iOS 11.2.1
修正了「家庭」中共享使用者無法遠端連線的問題。

### iOS 11.2.2
修正了 Spectre 漏洞。

### iOS 11.2.5
iOS 11.2.5 新增 HomePod 支援並加入了讓 Siri 朗讀新聞的功能（只限美國、英國和澳洲）。此更新項目同時包含了錯誤修正和改進功能。
詳細新增及修復內容如下：
1. 現在支援 HomePod。
2. Siri 朗讀新聞(僅適用於英文語系國家）。
3. 修正 chaiOS 漏洞問題。
4. 解決了「電話」App 在通話列表中顯示不完整資訊的問題。
5. 修正了透過 Face ID 解鎖 iPhone X 時，部分 Exchange 帳號的「郵件」通知會在鎖定畫面中消失的問題。
6. 解決了「訊息」對話會暫時出現亂序排列的問題。
7. 修正了 CarPlay「播放中」的控制項目可能會在更改多次音軌後變得無法回應的問題。
8. 新增宣告播放目標和 AirPod 電池電量的 VoiceOver 功能。

### iOS 11.2.6
1. 修正泰盧固語文字炸彈漏洞問題。
2. 修正了部分第三方 App 可能無法連接外接配件的問題。

### iOS 11.3
iOS 11.3 推出的新功能包含 ARKit 1.5：支援更令人身歷其境的擴增實境體驗、iPhone 電池健康度（Beta 版）、為 iPhone X 使用者設計的全新 Animoji 等等。此次更新也改進了穩定性並修正錯誤。
詳細新增和修復內容如下：
1. 新的 ARKit 1.5 允許開發者將數位物件放在牆壁和門板等垂直表面上。
2. ARKit 現在支援偵測和整合電影海報或插圖等影像到 AR 體驗當中。
3. 現在使用 AR 體驗時，顯示較高解析度的真實世界相機影像。
4. 新的 iPhone 電池健康度（Beta 版）可顯示 iPhone 最大電池容量和高峰期效能容量的資訊，顯示是否已開啟效能管理功能（以動態方式管理最大效能來防止無預警關機）並包含停用此功能的選項，且建議電池是否需要維修服務。
5. 在 iPad 長時間連接電源時維持其電池健康度。
6. 推出四款 iPhone X 的全新 Animoji 角色：獅子、熊、龍和骷顱頭。
7. 若有 Apple 功能要求使用您的個人資訊，會出現「隱私權」頁面，其中會詳細說明您的資料如何被使用和保護。
8. 「音樂」推出新的音樂錄影帶功能，包含更新過的「音樂錄影帶」區域和獨家的影片播放列表。
9. 瀏覽 App Store 時，可在其 App 頁面中可依照「最有幫助」、「最高評價」、「最低評價」或「最新評價」來排序評論。
10. 現在於 App Store 的「更新項目」標籤頁中會顯示 App 版本和檔案大小了。
11. 在 Safari 中，只有在選取網頁表單中的使用者名稱和密碼欄位時，才會執行自動填寫。
12. 在 App 的網頁顯示中現可選擇自動填寫使用者名稱和密碼。
13. 從 Safari 分享到「郵件」的文章預設會以閱讀器模式顯示（若有閱讀器模式可用）。
14. Safari 中「喜好項目」內的檔案夾現在會顯示內含的書籤圖像。
15. 新增兩種雙拼鍵盤佈局。
16. 支援連接使用土耳其文 F 鍵盤佈局的硬體鍵盤。
17. 改進 4.7 吋和 5.5 吋裝置上中文和日文鍵盤的操控範圍。
18. 啟用在聽寫後只要點一下即可切換回鍵盤的功能。
19. 「智慧型反相」支援網頁和「郵件」中的影像。
20. 解決了自動修正可能會將部分字母不正確轉換成大寫的問題。
21. 修正了在 iPad Pro 上連接限制網路的 Wi-Fi 存取點後，iPad Smart Keyboard 停止運作的問題。
22. 修正了泰文鍵盤會在橫向模式中不正確切換到數字佈局的問題。
23. App Store 加入支援粗體和放大文字，讓使用者能自定顯示「智慧型反相」支援網頁和「郵件」中的影像。
24. 解決了 VoiceOver 不正確描述藍牙狀態和標記圖像的問題。
25. 修正了使用 VoiceOver 時，「電話」 中可能未顯示結束通話按鈕的問題
26. 修正了無法透過 VoiceOver 取用 App 內 App 評分的問題。
27. 解決了使用「即時聆聽」時可能會讓音訊播放扭曲的問題。
28. 支援 AML 標準以在觸發 SOS 功能時，能將更準確的位置資料提供給緊急服務的回應單位（僅適用於支援的國家）。
29. 支援開發者以軟體認證的新方式製作和啟用 HomeKit 相容的配件。
30. Podcast 現在可透過點一下來播放單集，您可以點一下「詳細資訊」來進一步暸解每集內容。
31. 改進「聯絡資訊」中包含較長附註的使用者的搜尋效能。
32. 在有兩部裝置連接相同 Wi-Fi 網路時，改進 Handoff 和通用剪貼板的執行效能。
33. 修正了來電無法喚醒螢幕的問題。
34. 解決了語音信箱可能會延遲或無法播放的問題。
35. 解決了在「訊息」中無法打開網頁連結的問題。
36. 修正了使用者在預覽郵件附件後，無法返回「郵件」的問題。
37. 修正了「郵件」通知在清除後重新顯示在鎖定畫面的問題。
38. 解決了時間和通知會從鎖定畫面中消失的問題。
39. 解決了家長無法使用 Face ID 來批准「詢問購買」的要求。
40. 修正了「天氣」中無法更新目前天氣狀況的問題。
41. 修正了透過藍牙連線時，聯絡資訊可能無法與車用電話簿同步的問題。
42. 解決了音訊類 App 在背景時，無法在車內播放的問題。

### iOS 11.3.1
解決了部分 iPhone 8 使用非原廠螢幕導致觸控輸入變得無法回應的問題。

### iOS 11.4
iOS 11.4 包含 AirPlay 2 多房音訊，支援 HomePod 立體聲配對以及 iCloud 雲端「訊息」。此更新項目也包含錯誤修正和改進內容。
詳細新增和修復內容如下︰
1. 現在可使用 Messages in iCloud。
2. 現在支援AirPlay 2。
3. 為 iPhone 8 和 iPhone 8 Plus 增加紅色新桌布。
4. iPhone X 使用皮革 Folio 保護殼新增自動鎖定設定。
5. 加入「USB 限制模式」防止 GrayKey 解鎖你的 iPhone。
6. Siri 支援 AirPlay 遙距播放音樂。
7. Siri 支援行事曆查詢和編輯。
8. 允許教師使用「課業」App 指定 iBooks 中的閱讀活動給學生。
9. 解決特定的字元順序可能導致「訊息」當機的問題。
10. 解決「訊息」中可能導致部分訊息異常顯示的問題。
11. 解決可能導致無法在 Safari 中登入「Google 雲端硬碟」、「Google 文件」和 Gmail 或取用檔案的問題。
12. 修正可能導致無法在「健康」中同步資料的問題。
13. 修正可能導致使用者無法更改部分 App 可取用「健康」資料的問題。
14. 解決可能導致 App 在主螢幕畫面上顯示錯誤位置的問題。
15. 修正 CarPlay 音訊可能變得扭曲的問題。
16. 修正當透過藍牙播放音樂或在部分車輛上連接 USB 時，無法從 iPhone 上選取音樂的問題。

### iOS 11.4.1
1. 修正了部分使用者無法在「尋找我的 iPhone」中檢視 AirPods 最後記錄的已知位置問題。
2. 改進了對 Exchange 帳號同步郵件、聯絡資訊和備忘錄的可靠性。

## 軟硬體支援
iOS 11移除了对32位元處理器的支援，因此iPhone 5、iPhone 5c及iPad 4等使用A6处理器或更早的处理器之舊款產品無法更新到iOS 11。蘋果公司也於2016年提醒App開發者需更新其開發的App至64位元架構，32位元架構的App無法繼續在iOS 11內執行。以下机型支持iOS 11。

### iPhone
- iPhone 5s
- iPhone 6
- iPhone 6 Plus
- iPhone 6S
- iPhone 6S Plus
- iPhone SE
- iPhone 7
- iPhone 7 Plus
- iPhone 8
- iPhone 8 Plus
- iPhone X

### iPod Touch
- iPod touch 6

### iPad
- iPad Air
- iPad Air 2
- iPad (2017)
- iPad (2018)
- iPad mini 2
- iPad mini 3
- iPad mini 4
- iPad Pro (9.7寸)
- iPad Pro (10.5寸)
- iPad Pro (12.9寸 第1代)
- iPad Pro (12.9寸 第2代)

## 中文化（简体中文版）
2017年11月初的更新，对简体中文界面下许多原为英文的功能名称进行了本地化，以便于用户使用和理解，汉化分为原义呈现、混合搭配和巧思创意三种方式。
當中，AirPlay的中文名稱為隔空播放，AirDrop的中文名称为隔空投送，Handoff的中文名稱為接力，CarPlay則稱為CarPlay 车载，iMovie改成iMovie剪辑，Touch ID改成触控ID，Live Photos改叫实况照片，iCloud Drive叫iCloud云盘，Dock改為程序坞等。

## 审查中华民国国旗问题
从2017年开始，iOS系统会屏蔽中华民国国旗emoji符号，如果将系统区域设置为中国，国旗符号会变为“☒”，在输入法的表情符号中也无法找到国旗符号。
在iOS 11.3发布后，这种审查却产生了系统崩溃问题。信息安全专家Patrick Wardle发现，只要将系统区域设置为中国，然后在输入“taiwan”时（或者输入法可能会出现中华民国国旗时）系统会立刻崩溃。该问题随后得到了修复。“关于iOS 11.4.1安全性内容”中的“在特定配置下处理表情符号可能会导致服务遭拒”指的就是本问题。